# Medusagynaceae
Medusagynaceae is een botanische naam, voor een familie van tweezaadlobbige planten. Een familie onder deze naam wordt de laatste decennia regelmatig erkend door systemen voor plantentaxonomie en ook door het APG-systeem (1998).
In het APG II-systeem (2003) is erkenning van de familie optioneel: de planten mogen ook ingevoegd worden in de familie Ochnaceae.
In het cronquist-systeem (1981) werd de familie geplaatst in de orde Theales.
Het gaat om een heel kleine familie met slechts één soort, Medusagyne oppositifolia, die voorkomt op de Seychellen. Deze plant is in 1970 ontdekt. 